# Zenillia grisellina
Zenillia grisellina är en tvåvingeart som beskrevs av Gardner 1940. Zenillia grisellina ingår i släktet Zenillia och familjen parasitflugor. Inga underarter finns listade i Catalogue of Life.